# エプパ滝

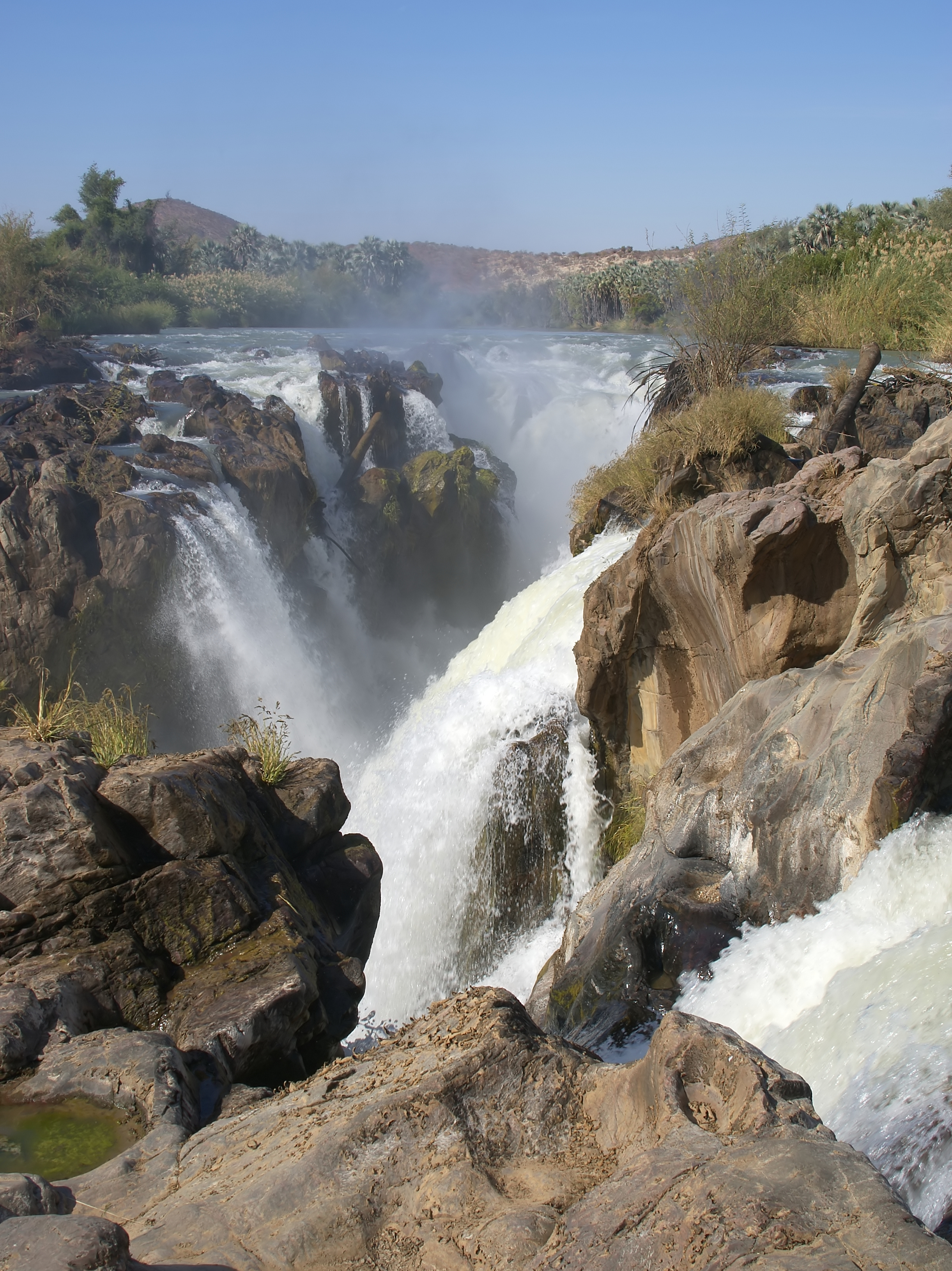
エプパ滝

エプパ滝（エプパたき、英語:Epupa Falls、ポルトガル語:Quedas do Monte Negro）は、アフリカのナミビアとアンゴラの国境におけるクネネ川の滝である。クネネ川の一部が両国の国境となり、エプパ滝の西を流れて大西洋に注いでいる。